# Firmo (usurpatore III secolo)
Firmo (latino: Firmus; ... – 273) è stato un politico e uomo d'affari romano che si rivoltò contro Aureliano nella provincia d'Egitto.
È documentato solo dalla spesso inaffidabile Historia Augusta, che ne racconta la storia due volte.

## Storia
Firmo era un uomo d'affari di Seleucia (ma non è chiaro se si trattasse di Seleucia al Tigri, come ritengono Seston e von Domaszewski, o Seleucia Pieria), con interessi economici che andavano dall'Egitto all'India. Era in rapporti d'affari con Zenobia, regina dell'Impero di Palmira.
Dopo che l'imperatore Aureliano sconfisse i Palmireni, riportandone i territori nell'Impero romano, Firmo si ribellò in Alessandria d'Egitto, interrompendo la fondamentale fornitura di grano per la città di Roma. Aureliano fu quindi forzato a intervenire, sconfiggendo e uccidendo Firmo. Firmo non si proclamò mai imperatore, ma invece collaborò all'opposizione contro Aureliano che si materializzò dopo la sconfitta di Zenobia.
Esiste un papiro egiziano dell'epoca che testimonia la presenza in loco di Claudio Firmo (Claudius Firmus), un corrector; è quindi possibile che Firmo fosse in realtà il generale inviato da Aureliano a sopprimere la rivolta: l'autore della Historia — l'unica fonte per questo Firmo — potrebbe avere inventato questo usurpatore basandosi su un vero Firmo, ribellatosi anche lui in Africa, nel IV secolo, contro l'imperatore Valentiniano I, confondendolo con l'ufficiale inviato a sopprimere la rivolta.

## Racconto dellaHistoria Augusta
La Historia Augusta riporta due versioni della storia di Firmo. Sotto la voce "Firmo", riporta che questi era molto ricco, con una casa rivestita di pannelli quadrati di vetro e una grande biblioteca. Le sue relazioni commerciali raggiungevano l'India, e commerciava con i Saraceni e i Blemmi. Possedeva due zanne di elefante, che in seguito Aureliano pensò di usare come sostegni per una statua di Giove e che furono poi dati in dono da Marco Aurelio Carino ad una sua amante. Firmo era anche molto grosso e molto forte, e mangiava e beveva in abbondanza.
Anche in questo racconto, però, la figura di Firmo è posta in relazione con l'interruzione della fornitura di grano per la città di Roma, causata dalla ribellione nel granaio di Roma, l'Egitto.